# Gau de Main-Francònia
El Gau de Main-Francònia (Gau Mainfranken), anomenat fins al 1935 Gau de la Baixa Francònia (Gau Unterfranken), era una divisió administrativa de l'Alemanya nazi de 1933 a 1945 al territori bavarès de la Baixa Francònia. Abans d'això, de 1928 a 1933, era la subdivisió regional del partit nazi en aquesta zona.
El sistema nazi de Gau (en plural Gaue) va ser establert originalment en una conferència del partit, el 22 de maig de 1926, per tal de millorar l'administració de l'estructura del partit. A partir de 1933, després de la presa de poder nazi, els Gaue van reemplaçar cada vegada més als estats alemanys com a subdivisions administratives a Alemanya.
Al capdavant de cada Gau hi havia un Gauleiter, una posició cada vegada més poderosa, especialment després de l'esclat de la Segona Guerra Mundial, amb poca interferència des de dalt. El Gauleiter local freqüentment ocupava càrrecs governamentals i de partit, i s'encarregava, entre altres coses, de la propaganda i la vigilància i, a partir de setembre de 1944, el Volkssturm i la defensa de la Gau.
La posició de Gauleiter a Main-Francònia va ser ocupada per Otto Hellmuth durant l'existència del Gau, amb Ludwig Pösl (1931-37) i Wilhelm Kühnreich (1937-45) com els seus diputats.

## Gauleiter
- 1928-1945: Otto Hellmuth